# Фробен, Иоганн
Иоганн Фробен (Johann Froben; Johannes Frobenius; Хаммельбург, Франкония, ок. 1460 — Базель, 27 октября 1527) — известный базельский издатель и книгопечатник.

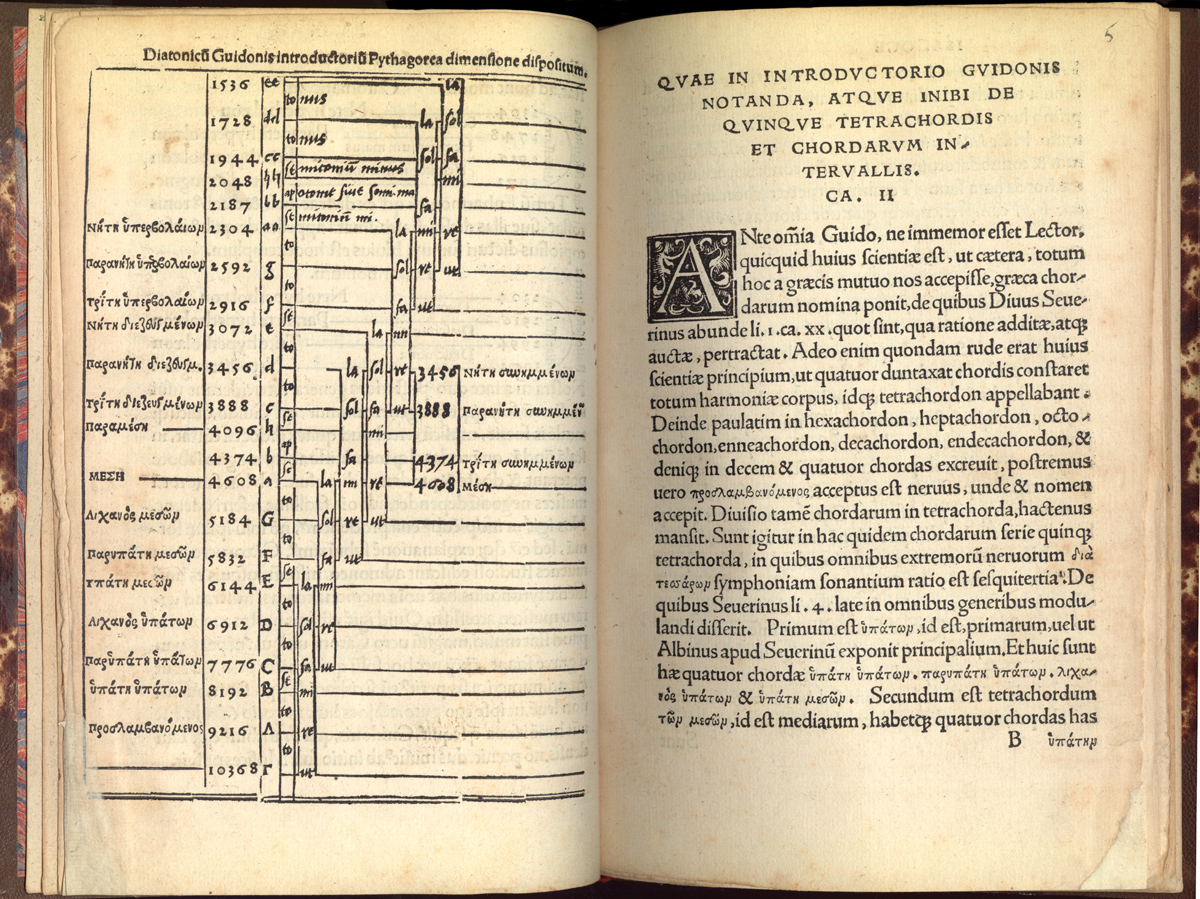
Разворот из «Введения в музыку» (Isagoge in Musicen) — учебника, изданного Фробеном в 1515 году.

## Биография
Завершив обучение в университете Базеля, где Фробен познакомился с известным печатником Иоганном Амербахом (Johann Amerbach, ок. 1440—1513), Фробен около 1491 года основывает издательский дом, и вскоре обретает славу по всей Европе за свои аккуратность и вкус. В 1500 году он женится на дочери книготорговца Вольфганга Лахнера, ставшего его партнером.
Иоганн Фробен был другом Эразма Роттердамского. Последний останавливался в доме Фробена, когда бывал в Базеле. Фробен издавал работы Эразма, а тот руководил в книгопечатне Фробена изданием трудов Иеронима Стридонского, Киприана Карфагенского, Тертуллиана, Илария Пиктавийского, Амвросия Медиоланского. Одной из самых известных книг, напечатанных Фробеном, стал Новый Завет на греческом языке с латинским переводом Эразма Роттердамского, получивший название Novum Instrumentum omne (Novum Instrumentum omne, 1516). Этим изданием руководствовался Мартин Лютер, делая свой перевод.
Среди иллюстраторов Фробена был знаменитый художник Ганс Гольбейн Младший, а также формшнайдеры (резчики печатных форм) Якоб Фабер (Jacob Faber) и Ганс Лютцельбургер (Hans Lützelburger). Около 1522—1523 гг. Гольбейн написал портрет Фробена, возможно, в паре с портретом Эразма. Оригинал не сохранился, но известны несколько копий.
Одним из планов Фробена было издание греческих Отцов Церкви. Однако, он не успел начать этот проект, и он был с большим старанием осуществлен сыном Фробена Иеронимом (Hieronymus Froben) и зятем Николасом Бишоффом старшим (известен также под латинизированным именем Nicolaus Episcopius). Фробен умер в октябре 1527 года в Базеле.

## Наследие
Благодаря Фробену, Базель в XVI веке стал главным центром книготорговли в Швейцарии. В письме Эразма, написанное в год смерти Фробена, дается высокая оценка жизни и трудам книгопечатника; Эразм говорит о том, что он горевал из-за смерти друга больше, чем когда потерял брата, добавляя, что все поборники разума и науки должны облачиться в траур. Письмо заканчивается эпитафией на греческом и латыни.